# 장물죄
장물죄(贓物罪)는 장물을 취득(取得)·양여(讓與)·운반(運搬) 또는 보관하거나 이들 행위를 알선하는 죄. 7년 이하의 징역 또는 1,500만원 이하의 벌금에 처한다.

## 개요
본죄의 본질에 관하여는 장물에 대한 피해자의 사법상(私法上)의 반환청구권(추구권)의 행사를 불능 또는 곤란하게 하는 것이라고 보는 '추구권설(追求權說>)', 본범(本犯)에 의하여 위법하게 성립된 재산상태를 유지·존속하게 하는 것으로 보는 '유지설'(維持說), 이익을 추구하는 의욕적인 점에 그 본질이 있다고 보는 '공범설(共犯說)' 등이 대립되어 있는데, 추구권설이 다수설·판례이다.

## 보호법익
이 견해에 의하면 본죄의 보호법익은 피해자의 장물회복수단의 보전이라 한다. 보호정도에 대해서는 침해범설과 위험범설, 장물알선죄는 추상적 위험범이지만 그 밖의 장물죄는 침해범이라는 이분설이 대립되어 있다.

## 주체
본죄의 주체는 본범자와 공동정범자를 제외한 자이다. 본범의 교사자와 방조자는 본죄의 주체가 될 수 있다.

## 정의
'장물'이란 재산죄인 범죄행위에 의하여 영득된 재물로서 피해자가 법률상 이를 추구(반환청구)할 수 있는 것을 말한다. 그 범죄행위는 기수에 달하였음을 요하나, 구성요건에 해당하고 위법함으로써 충분하고 유책하거나 가벌적일 필요는 없다. 그러나 선의취득(민 249조)·가공(민 259조)·불법원인급여(민 746조)·취득시효(민 245조,246조) 등에 의하여 피해자의 반환청구권이 소멸되어 있는 재물은 장물성이 상실된 것으로 본다. 그러나 도품(盜品)이나 유실물인 경우에는(금전의 경우를 제외하고) 그것이 선의취득이 되더라도 소유자는 2년간 점유자에 대하여 반환을 청구할 수 있으므로(민 250조) 그 동안은 장물성을 잃지 않는다. 장물은 범죄행위에 의하여 취득한 물건 그 자체를 의미하므로 장물인 금전으로 구입한 물건은 장물이 아니다.
'취득'은 장물을 유상 또는 무상으로 수득하는 것, '양여'는 장물을 제3자에게 유상 또는 무상으로 수여하는 것, '운반'은 장물의 소재를 이전하는 것, '보관'은 위탁을 받아 타인을 위하여 장물을 맡는 것, '알선'은 장물의 법률상 처분(매매·교환), 또는 사실상 처분(운반·보관 등)을 매개·주선하는 것을 말한다.
취득죄·양여죄에 있어서는 의사표시나 계약만으로는 불충분하고 현실로 장물의 수수·양여가 있어야 기수로 되며, 알선죄에 있어서는 매개·주선한 사실만 있으면 그로 인한 매매계약의 성립이 없더라도 기수로 된다. 주관적 요건으로서 행위자가 행위당시 장물인 정(情)을 알고 있을 필요가 있다. 확정적으로 인식하지 못하고 장물일는지도 모른다고 미필적(未必的)으로 인식하고 있어도 고의는 성립한다(대법원1961. 10. 26 판결).

## 파생되는 범죄
상습장물죄(363조)의 경우에는 형을 가중하고 업무상 과실·중과실장물죄(364조)의 처벌규정을 두었다.

## 신분관계
본죄를 범한 자와 피해자 사이에 328조 1항의 신분관계가 있는 때에는 고소가 있어야 논하며(365조 1항), 본죄를 범한 자와 본범 사이에 328조 1항의 신분관계가 있는 때에는 그 형을 감경(減輕) 또는 면제한다. 그러나 이러한 신분관계가 없는 공범에 대하여는 예외로 한다(365조 2항).

## 판례
- 甲이 회사 자금으로 乙에게 주식매각 대금조로 금원을 지급한 경우, 교부행위 자체가 횡령행위라고 하더라도 그 금원은 단순히 횡령행위에 제공된 물건이 아니라 횡령행위에 의하여 영득된 장물에 해당한다.[1]
- 절도 범인으로부터 장물보관 의뢰를 받은 자가 그 정을 알면서 이를 인도받아 보관하고 있다가 임의 처분하였다 하여도 장물보관죄 외에 별도로 횡령죄가 성립하지 않는다.[2]

### 업무상과실장물취득죄
- 금은방을 운영하는 자가 귀금속류를 매수함에 있어 매도자의 신원확인절차를 거쳤다고 하여도 장물인지의 여부를 의심할 만한 특별한 사정이 있거나, 매수물품의 성질과 종류 및 매도자의 신원 등에 좀 더 세심한 주의를 기울였다면 그 물건이 장물임을 알 수 있었음에도 불구하고 이를 게을리하여 장물인 정을 모르고 매수하여 취득한 경우에는 업무상과실장물취득죄가 성립한다고 할 것이고, 물건이 장물인지의 여부를 의심할 만한 특별한 사정이 있는지 여부나 그 물건이 장물임을 알 수 있었는지 여부는 매도자의 인적 사항과 신분, 물건의 성질과 종류 및 가격, 매도자와 그 물건의 객관적 관련성, 매도자의 언동 등 일체의 사정을 참작하여 판단하여야 한다.[3].
- 우표상이 고객에게 주민등록증의 제시를 요구하여 인적 사항을 확인한 후 평소 일반인들로부터 매입하던 가격으로 우표를 매입하였다면 장물인지 여부를 확인할 주의의무를 게을리하였다고 할 수 없다.[4]
- 전당물의 출처 및 그 소지경위 등에 관한 진술의 진위까지 확인해야 할 주의의무는 없다[5].
- 고물상이 물건의 출처와 매도인의 신분을 확인하기 위하여 주민등록증의 제시를 받고 고물대장과 매매장부에 매입․매도경위를 자세히 기재하였고 그 매매가격이 부당하지 않을 때에는 업무상의 주의의무를 다하였다고 보아야 한다.[6]
- 밀가루를 구입하는 상인이 같은 업종의 상회를 경영하고 있는 자로부터 “수표부도를 막기 위하여 염가로 팔려고 하니 사라”는 권유를 받고 공장출고가격보다 다소 저렴한 가격으로 밀가루를 매수한 경우에는 장물인지 여부를 확인할 주의의무를 게을리하였다고 할 수 없다.[7]

### 예금의 장물성
- 장물인 현금을 금융기관에 예금의 형태로 보관하였다가 이를 반환받기 위하여 동일한 액수의 현금을 인출한 경우, 예금계약의 성질상 인출된 현금은 당초의 현금과 물리적인 동일성은 상실되었지만 액수에 의하여 표시되는 금전적 가치에는 아무런 변동이 없으므로 장물로서의 성질은 그대로 유지된다.[8]
- 장물인 현금은 금융기관에 예금하였다가 동일한 액수의 현금을 다시 인출한 경우에 인출한 현금도 장물이 될 수 있다.[9]

### 범죄의 수단은 장물이 아님
- 장물은 재산범죄에 의하여 ‘영득된’ 재물이어야 한다. 따라서 재산범죄에 의하여 작성된 물건이나 재산범죄의 수단으로 사용된 흉기 등은 장물이 될 수 없다. 또한 재산범죄 예컨대 배임죄에 제공된 것에 불과한 이중매매된 부동산이나[10]채무자가 처분한 양도담보로 제공된 부동산[11] 등은 장물이 될 수 없다.
- 배임죄에 제공된 재물은 장물이 될 수 없다. 甲이 A와 부동산매매계약을 하고 잔금까지 수령한 후 B에게 부동산을 이중매매한 경우 그 부동산은 배임죄에 제공된 물건이지 배임죄에 의해 영득한 재물이 아니므로 장물이 될 수 없고, 따라서 모든 사실을 알고 있는 乙이 B로부터 이를 다시 매입하더라도 장물취득죄가 성립하지 않는다[12].

### 장물운반행위
- 타인이 절취, 운전하는 승용차의 조수석에 편승한 것을 가리켜 장물운반행위의 실행을 분담하였다고는 할 수 없다[13].

### 장물보관죄

#### 긍정 사례
- 절도 범인으로부터 장물보관 의뢰를 받은 자가 그 정을 알면서 이를 인도받아 보관하고 있다가 임의 처분하였다 하여도 장물보관죄만 성립하고, 횡령죄는 성립하지 않는다.[14]
- 장물인 정을 모르고 보관하였다가 그 후에 장물인 정을 알고서도 계속하여 보관하는 행위는 장물취득죄가 아닌 장물보관죄를 구성하고, 이 경우에도 점유할 권한이 있는 때에는 이를 계속하여 보관하더라도 장물보관죄가 성립한다고 할 수 없다.[15]
- 장물인 정을 모르고 보관하던 중 장물인 정을 알게 되었다면, 위 장물을 반환하는 것이 불가능하지 않음에도 불구하고 계속 보관한 경우, 장물보관죄가 성립한다[16]
- 본범에 대한 협의의 공범이 본범이 취득한 장물을 건네받아 보관하였다면 장물보관죄가 성립한다.[17]

### 부정 사례

#### 점유권한이 있는 경우
- 장물인 것을 모르고 재물을 보관하다가 그 후에 장물인 것을 알고서도 계속해서 보관하는 경우에도 그것을 점유할 권한이 있다면 장물보관죄는 성립되지 않는다.[18]

### 장물취득죄

#### 불가벌적 사후행위
- 금융기관 발행의 자기앞수표는 그 액면금을 즉시 지급받을 수 있는 점에서 현금에 대신하는 기능을 가지고 있어서 장물인 자기앞수표를 취득한 후 이를 현금 대신 교부한 행위는 장물취득에 대한 가벌적 평가에 당연히 포함되는 불가벌적 사후행위로서 별도의 범죄를 구성하지 아니한다[19].

#### 긍정 사례
- 甲이 권한 없이 인터넷뱅킹으로 타인의 예금계좌에서 자신의 예금계좌로 돈을 이체한 후 그 중 일부를 인출하여 그 정을 아는 乙에게 교부한 경우, 甲이 컴퓨터등사용사기죄에 의하여 취득한 예금채권은 재물이 아니라 재산상 이익이므로, 그가 자신의 예금계좌에서 돈을 인출하였더라도 장물을 금융기관에 예치하였다가 인출한 것으로 볼 수 없다는 이유로 乙의 장물취득죄의 성립을 부정하였다.[20]
- 대한민국 국민 또는 외국인이 미국 캘리포니아주에서 미국 리스회사와 미국 캘리포니아주의 법에 따라 차량 이용에 관한 리스계약을 체결하였는데, 이후 자동차수입업자인 피고인이 리스기간 중 위 리스이용자들이 임의로 처분한 위 차량들을 수입한 경우, 장물취득죄가 성립한다.[21]

#### 부정 사례
- 재물을 인도받을 당시에는 장물인지 몰랐고 그것을 인도받은 후에야 비로소 장물이 아닌가 하는 의구심을 가졌다면 그 재물수수행위 자체는 장물취득죄를 구성하지 않는다.[22]
- 甲이 권한 없이 인터넷뱅킹으로 타인의 예금계좌에서 자신의 예금계좌로 돈을 이체한 후 그 중 일부를 인출하여 그 정을 아는 乙에게 교부한 경우, 甲이 컴퓨터등사용사기죄에 의하여 취득한 예금채권은 재물이 아니라 재산상 이익이므로, 그가 자신의 예금계좌에서 돈을 인출하였더라도 장물을 금융기관에 예치하였다가 인출한 것으로 볼 수 없다는 이유로 乙의 장물취득죄의 성립을 부정하였다.[23].
- 본인 명의의 예금계좌를 양도하는 방법으로 본범의 사기 범행을 용이하게 한 방조범이 본범의 사기행위 결과 그의 예금계좌에 입금된 돈을 인출한 경우, ‘장물취득죄’가 성립하지 않는다.[24]
- 장물취득죄에서 ‘취득’이라고 함은 점유를 이전받음으로써 그 장물에 대하여 사실상의 처분권을 획득하는 것을 의미하는 것이므로, 단순히 보수를 받고 본범을 위하여 장물을 일시 사용하거나 그와 같이 사용할 목적으로 장물을 건네받은 것만으로는 장물을 취득한 것으로 볼 수 없다.[25]

### 장물알선죄
- 형법 제362조 제2항에 정한 장물알선죄에서 ‘알선’이란 장물을 취득·양도·운반·보관하려는 당사자 사이에 서서 이를 중개하거나 편의를 도모하는 것을 의미한다. 따라서 장물인 정을 알면서, 장물을 취득·양도·운반·보관하려는 당사자 사이에 서서 서로를 연결하여 장물의 취득·양도·운반·보관행위를 중개하거나 편의를 도모하였다면, 그 알선에 의하여 당사자 사이에 실제로 장물의 취득·양도·운반·보관에 관한 계약이 성립하지 아니하였거나 장물의 점유가 현실적으로 이전되지 아니한 경우라도 장물알선죄가 성립한다.[26].

### 장물운반죄

#### 강도예비죄와 장물운반죄의 상상적 경합
- 본범 이외의 자가 본범이 절취한 차량이라는 정을 알면서 본범의 강도행위를 위해 그 차량을 운전해 준 경우, 피고인은 강도예비와 아울러 장물운반의 고의를 가지고 위와 같은 행위를 하였다고 봄이 상당하다[27].

## 참고문헌
- 성낙현 ( Nak Hyon Seong ). "연구논문(硏究論文) : 장물죄의 본질과 불법의 규범적 실체." 법조 65.3 (2016): 5-39.
- 이정원. "장물죄의 구조와 문제점." 중앙법학 19.2 (2017): 183-210.
- 오영근(Oh Young-Keun). "장물죄에 관한 연구." 형사정책연구 50.- (2002): 133-154.
- 김선복 ( Seon Bok Kim ). "판례평석 : 절도교사죄와 장물죄의 관계." 비교형사법연구 8.2 (2006): 381-401.
- 남흥우. "장물죄(贓物罪)의 본질." 사법행정 5.10 (1964): 27-29.
- 편집부(편집자). "[형법] 절도죄, 장물죄, 준강도죄의 기수·미수." 고시계 69.8 (2024): 105-107.
- 김태명(Kim Tae-Myeong). "[논문]횡령죄의 기수시기와 장물죄의 성립여부." 형사법연구 23.- (2005): 111-136.
- 편집부(편집자). "[형법] 금제품과 장물죄 · 사기죄 · 뇌물죄." 고시계 65.2 (2020): 36-40.
- 이영란. "장물죄에 관한 고찰." 법조 30.12 (1981): 37-59.
- 천진호. "타인명의예금 인출행위의 형사책임과 장물죄." 刑事判例硏究 13.- (2005): 354-387.